# Потгитер, Эверард Иоганн
Эверард Иоганн Потгитер (нидерл. Everhardus Johannes Potgieter, 17 июня 1808  года — 3 февраля 1875 года) — голландский прозаик и поэт.

## Биография
Начал трудовую жизнь купцом в Антверпене. В 1831 году совершил поездку в Швецию, которую описал в двухтомной книге, изданной в Амстердаме в 1836—1840. Вскоре после этого поселился в Амстердаме, занимаясь коммерцией, но всё больше склонялся к литературе. С Гейе, популярным поэтом Голландии в те времена, и начинающим историком Рейнером ван ден Бринком (см. также Принстерер, Грун ван), основал литературный журнал «De Muzen» (Музы, 1834—1836), который затем был вытеснен другим журналом, «De Gids», вскоре ставшим ведущим журналом Голландии. В нём он писал большое количество статей и стихов в основном под инициалами W. Dg.
Любимым писателем Потгитера из голландских классиков был Питер Хофт, которым он восхищался и подражал в стиле.